# Parablastothrix fulgens
Parablastothrix fulgens är en stekelart som beskrevs av Logvinovskaya 1981. Parablastothrix fulgens ingår i släktet Parablastothrix och familjen sköldlussteklar.
Artens utbredningsområde är Ukraina. Inga underarter finns listade i Catalogue of Life.